# Gulyás Balázs (közíró)
Gulyás Balázs (Győr, 1977. július 24. –) magyar filmes szakember, konzervatív közíró. A második Orbán-kormány alatt a nemzeti tulajdonban lévő MOKÉP vezérigazgatója, az egyik hetilap szerint az öt legfontosabb filmszakmai szereplő egyike. Jelenleg a CINEMApink mozimárka magyarországi és európai bevezetésén dolgozik. A Magyar Nemzet, majd a Magyar Hang állandó publicistája, a Szabadfogás, majd a Kötöttfogás állandó szereplője.

## Élete
Közgazdasági szakgimnáziumban érettségizett német nyelven szülővárosában. Korán bekapcsolódott a közéletbe, apai nagyapja hatására az ezredforduló környékén a Kisgazdapárt ifjúsági szervezetének, a Független Ifjúságnak lett az egyik szervezője, vezetője. Emlékezetes akciója volt az ifjúsági szervezetnek ebből az időszakból a KISZ- és úttörővagyon – közte a Csillebérci Úttörőtábor – elszámoltatásának felvetése, követelése, valamint a Hétköznapi Csalódások szélsőbaloldali punkzenekar uszító szövegei kapcsán tett lépésük.

## Filmes karrier
2002-től 2010-ig különböző filmgyártó és -forgalmazó cégeknél dolgozott; nevéhez többek között a Kill Bill, A bukás – Hitler utolsó napjai vagy az Egy szoknya, egy nadrág című filmek magyarországi bemutatója kötődik.
2010-ben az állami tulajdonú MOKÉP filmgyártó és filmforgalmazó cég élére került, majd ugyanazon év végén a szintén állami Budapest Filmstúdió igazgatójának is kinevezték, „elismerve a 2010. évben a MOKÉP-Pannónia Kft.-nél végrehajtott átszervezés eredményeit”. Vezetése alatt a MOKÉP visszatért a korábban megszüntetett üzletág, a mozifilm-forgalmazás piacára, többek között olyan Oscar-díjas alkotások magyarországi bemutatásával, mint a Nader és Simin – Egy elválás története vagy a Szemekbe zárt titkok. Ezen időszakban Gulyás elmondása szerint tudatosan törekedtek rá, hogy a kommersz filmek nyereségéből fedezzék az általa egy interjúban „fontosnak” és „értékesnek” nevezett filmek bemutatását. Így ebben az érában került az állami filmforgalmazó cég repertoárjába a Biszku-üggyel foglalkozó, nagy port kavart Bűn és büntetlenség, Pozsgai Zsolt Szeretlek, Faust! című Mindszenty-filmje, valamint Vitézy László Biszku és a többiek című sorozata. Kultúrmissziót is betöltő állami cégnek láttatta a vezetője ebben az időszakban a MOKÉP-et, amint az több interjúban is kifejtette, „fontos egy olyan, kultúrmissziót is betöltő, állami – ezért a piac szeszélye által kevésbé sebezhető – forgalmazó vállalat folyamatos jelenléte, mint a MOKÉP”.
Gulyás Balázs a cég vezérigazgatójaként kezdeményezte a Gyurcsány- és Bajnai-kormányok alatti MOKÉP-vezetés által kötött előnytelen szerződések felülvizsgálatát, mely ügyet később Budai Gyula elszámoltatási kormánybiztos is vizsgált, és végül feljelentés is született. Gulyás vezetői korszaka alatt a MOKÉP MagyarBrands elismerésben részesült.
Emlékezetes még ebből a korszakból a Gulyásnak Tarr Béla filmrendezővel folytatott nyilvános vitája is. A Gulyás vezette MOKÉP mutatta volna be Tarr Béla utolsó filmjét, a Berlini Nemzetközi Filmfesztiválon Ezüst Medve díjat nyert A torinói lovat. A rendező a filmfesztivál alatt az Orbán-kormány kultúrpolitikáját bírálva, a berlini Der Tagesspiegel című lapnak nyilatkozva kulturkampfnak minősítette azt, illetve Magyarország kormányát távozásra szólította fel. Gulyás Balázs a filmet forgalmazó MOKÉP vezetőjeként hosszas nyílt levélben határolódott el Tarr Béla szavaitól: „A »mi Bélánk« (vö.: A legényanya) szerint a kormány »Kulturkampf«-ot folytat az értelmiség ellen, mivel az liberális és ellenzéki. Érdemes ezt itt és most kikérni magamnak-magunknak. Az elmúlt huszonegy év egyik szomorú tanulsága, hogy liberális véleményvezérek szerint aki nem liberális, az már nem is lehet értelmiségi, művész meg pláne nem. Méltatlan volna egy szép hosszú felsorolással élnem.” Később Tarr azt állította, hogy nem mondott olyat, ami és ahogy megjelent a német lapban. A Der Tagespeigel szerint azonban hangfelvétel készült az interjúról, és kötötték az ebet a karóhoz, hogy minden úgy hangzott el Tarrtól, ahogyan az megjelent a lapban. Gulyás később egy interjúban némiképp revideálta „A torinói ló-ügy” kapcsán tett megállapításait: úgy fogalmazott, hogy „a nyilatkozatban megfogalmazott gondolatokat más köntösben is el lehetett volna mondani”.
2011-ben a Heti Válasz még az öt legfontosabb filmszakmai szereplő egyikének nevezte felsorolásában Gulyást, 2012-ben aztán mégis hirtelen visszahívták a MOKÉP éléről. Az állami vállalat ezt követően beszüntette filmforgalmazói tevékenységét, ingatlanjait értékesítették. Gulyás 2018-ban, hat év múltán nyerte meg jogerősen a bírósági perét a MOKÉP ellen, amiről a média is tudósított. Gulyás ezt presztízsértékű győzelemnek minősítette, amellyel a bíróság elismerte a MOKÉP vezérigazgatójaként végzett munkáját.
Gulyás Balázs 2012-től az általa alapított, három kelet-európai országban aktív filmes vállalatot, a PARLUX Entertainmentet menedzseli. Közel 40 magyar és nemzetközi film fűződik a nevéhez. 2017-től a törökországi alapítású mozilánc-márka, a CINEMApink magyarországi és nemzetközi bevezetésén dolgozik. A magyarországi CINEMApink filmszínházakat üzemeltet Budapesten. A CINEMApink hálózat előbb 2019-ben a Mammutban üzemeltetett, majd 2021-ben a MOM-ban üzemeltetett moziját is elvesztette, és kivonult az országból.

## Közíróként
Bár korábban is írt különböző lapokba rendszertelenül, ám rendszeresen 2011 év elejétől jelentek meg publicisztikái a Magyar Nemzet napilapban. Kezdetben az írások filmszakmai témákra korlátozódtak; érdeklődése később egyre inkább a kultúrpolitika, majd a közélet felé fordult. Gyakran ostorozta a politikai elitet, különösen a baloldalról van lesújtó véleménye, ám többször bírálta az Orbán-kormányt is, elsősorban a korrupció általa vélt intézményesítése miatt. 2012 márciusában feljelentette Gyurcsány Ferencet terrorcselekménnyel fenyegetés gyanúja miatt, ám Polt Péter legfőbb ügyész elutasította a nyomozás megindítását. A „G-napot” követően is a Magyar Nemzetnél maradt, továbbra is többségében ott jelentek meg az írásai. 2017-ben a Barikád hetilapban jelent meg egy publicisztikája, melyet a Heti Válasz a Barikád „meghekkeléseként” értékelt, tudniillik Gulyás kifejezetten az antiszemitizmust elítélő cikket írt a korábban a zsidóságot gyakran negatívan megítélő lapba:  „Én ahhoz az eszme szerinti, valamint kor szerinti generációhoz tartozónak szeretném hinni magamat…, amely nem tudja megállapítani ránézésre, hogy ki a zsidó, belga vagy rétoromán. …azért, mert nem ez alapján ítéli meg embertársait, és hisz benne, hogy az ilyen méricskélést meghaladta a kor.”
2017 októberétől, a műsor harmadik évadától a HírTV Szabadfogás című műsorának rendszeres szereplője, megmondóembere, volt, valamint a Egyenesen Kálmán Olgával című műsorba is hívták véleményvezéri szerepben. 2018 januárjában szervezője és felszólalója volt Románia budapesti nagykövetsége elé szervezett tüntetésnek, amelyet a román miniszterelnök, Mihai Tudose akasztós kijelentése miatt hirdettek meg. („Ugyanaz lesz az álláspontom, mint akkor, amikor megpróbáltak kitűzni egy zászlót, egy nem tudom milyen napon. Akkor nagyon világosan megüzentem: ha az a zászló ott fog lobogni a szélben, minden ottani felelős ott fog lobogni a zászló mellett” – mondta ugyanis a román kormányfő.)
2018 nyarán online műsort indított Lukácsi Katalinnal és Pápay Györggyel, Három a magyar címen. Ugyanezen év nyarán saját rovatot indított a Magyar Hang hetilapban "Maga itt a kultúrhörcsög?" cím alatt. 2018 augusztusában eltávolítják a HírTV-ből, ezt követően az ATV véleményműsoraiban, a Civil a pályánban, valamint kérdezőként az Egyenes Beszédben szerepelt. Emlékezetesek az ATV csatornáján Vágó Istvánnal folytatott vitái. Ugyancsak augusztustól a Szabadfogás állandó – a hírTV-től kiebrudalt – tagjaival (Konok Péter, Csintalan Sándor, Dévényi István, Pörzse Sándor) útjára indította a műsor szamizdat-változatát, Kötöttfogás néven.
2019 év végén az ellenzéki pártok egy része Gulyást akarta indítani a győri időközi polgármester-választáson, amit ő végül nem vállalt, mivel ahogy azt egy tv-műsorban elmondta, nem vállalta volna fel a DK és MSZP logóját.
2020 januárjának végén az ő egyik, a Magyar Hang híroldalán megjelent cikke nyomán robbant ki az ún. Niedermüller-ügy. Niedermüller Péter, a Demokratikus Koalíció alelnöke, Erzsébetváros polgármestere az ATV egyik műsorában „rémisztő képződményeknek” nevezte a fehér, keresztény, heteroszexuális embereket, ezt Gulyás írta meg először. A kijelentések napvilágra kerülése után sokan – köztük a keresztény egyházak – lemondásra szólították fel Niedermüllert, és tüntetés is létrejött tiltakozásul. A politikus végül a polgármesterségről ugyan nem mondott le, de pártjának a botrány utáni tisztújításán nem választották újra alelnöknek.
2020 márciusában a Hír Tv-n futó Troll című műsorban téma volt a személye, a műsor egyik állandó résztvevője, Boros Bánk Levente „szerencsétlen hülyének” nevezte, majd az adás műsorvezetője megfenyegette, hogy ő lesz „az első vagy a második, akit elő fognak venni”. A kormánypárti televízió-csatornán adásba került ezen kijelentések miatt tiltakozott a Riporterek Határok Nélkül nevű nemzetközi újságíró-szervezet, mely aggodalmát fejezte ki a Gulyás Balázs ellen indított kormányzati kampány miatt. A civil szervezet szerint a magyar Országgyűlés által elfogadott, szólásszabadságot korlátozó törvény és a kormánybarát megmondóemberek fenyegetései „a sajtószabadság utolsó bástyáit fenyegetik Magyarországon”.